# Người bán lại
Người bán lại là công ty hoặc cá nhân (thương nhân) mua hàng hóa hay dịch vụ để bán lại hơn là tiêu thụ hoặc sử dụng chúng. Điều này mang lại lợi nhuận (hoặc cũng có thể bị lỗ). Một ví dụ có thể dễ thấy là trong công nghiệp viễn thông, nơi công ty mua khả năng truyền tải và thời gian gọi từ nhà mạng khác để bán lại cho các nhà mạng nhỏ hơn.
Theo Viện Giáo dục Đối tác & Phát triển, mô hình kinh doanh dựa trên sản phẩm của người bán lại bao gồm bán lại cho công ty, bán lẻ, bán lại ở thị trường trực tiếp (DMR) và nhà bán lẻ trên internet (eTailer); ít hơn 10% doanh thu đến từ các dịch vụ.

## Internet
Các nhà bán lại được biết là tiến hành các hoạt động trên Internet thông qua các trang trên web.
Ví dụ: điều này xảy ra khi cá nhân hoặc công ty đóng vai trò là đại lý cho công ty đăng ký được ICANN công nhận. Họ bán hoa hồng hoặc lợi nhuận và trong hầu hết các trường hợp, nhưng không phải tất cả, việc mua từ công ty đăng ký và bán cho người mua cuối cùng xảy ra trong thời gian thực. Những người bán lại này không bị nhầm lẫn với các nhà đầu cơ, những người mua nhiều tên miền với ý định giữ chúng và bán chúng tại một số thời điểm trong tương lai với lợi nhuận. Các nhà bán lại, bởi bản chất của doanh nghiệp của họ là các nhà bán lẻ, chứ không phải người bán buôn. Nó không phải là các cửa hàng cầm đồ trực tuyến như iPawn cũng hoạt động như một người bán lại, và mua hơn là cho vay chống lại vật có giá trị. Các trang web bán đấu giá và rao vặt trực tuyến, chẳng hạn như các trang web do eBay Inc. và Craigslist sở hữu cung cấp dịch vụ cho người bán lại để bán hàng hóa và dịch vụ của họ.
Một ví dụ phổ biến khác là trong khu vực lưu trữ web, nơi người bán lại sẽ mua số lượng lớn dịch vụ lưu trữ từ nhà cung cấp với ý định bán lại cho một số người tiêu dùng có lợi nhuận.

## Phần mềm và ebooks
Phần mềm và ebook là hai sản phẩm rất dễ kiếm từ những người bán lại. Định dạng kỹ thuật số làm cho chúng lý tưởng cho việc phân phối trên internet. Trong nhiều trường hợp, chẳng hạn như phần mềm có gắn tên thương hiệu, người bán lại có thể có ngay cả quyền thay đổi tên của phần mềm và xác nhận quyền sở hữu của phần mềm đó và bán lại trên nền tảng lưu trữ ebook.
Người bán lại phần mềm là nhà tư vấn bán phần mềm từ các công ty lớn theo giấy phép. Họ không có tư cách pháp lý với công ty mẹ và thường hoạt động trên cơ sở tự do.

### Mô hình kinh doanh
Các công ty được các nhà bán lại phần mềm truy cập và quảng cáo chiêu hàng thường là các doanh nghiệp vừa và nhỏ (SMEs), các doanh nghiệp địa phương và các nhà khai thác thích hợp. Điều này mang lại lợi ích cho nhà phần mềm vì họ không thể giữ các nguồn lực cho các công việc cần thiết để truyền bá mạng lưới của họ trên quy mô thấp hơn. Mặc dù nó có lợi cho người bán lại vì họ có thể xây dựng mạng lưới khách hàng nhỏ hơn và trở thành một liên hệ duy nhất cho họ cho mọi khía cạnh liên quan đến phần mềm, có thể là lời khuyên, đào tạo hoặc cập nhật.

## Người bán lại web
Một tiểu thể loại của đại lý bán lẻ là một tác nhân web sẽ mua một lượng lớn không gian lưu trữ từ nhà cung cấp dịch vụ Internet (ISP) và sau đó bán lại một số không gian này cho khách hàng. Dịch vụ lưu trữ của họ thường được quản lý thông qua một máy chủ riêng ảo (VPS) cho phép họ, thông qua một bảng điều khiển, để quản lý băng thông, cơ sở dữ liệu, mật khẩu, vv, cho khách hàng.
Sự phổ biến của mô hình kinh doanh này đã tăng lên với sự gia tăng của các nhà thiết kế web tự do vì nó cho phép họ trở thành nhà cung cấp dịch vụ duy nhất cho khách hàng. Sau khi tham khảo ý kiến ban đầu với khách hàng, họ sau đó có thể thiết kế, phát triển và cũng lưu trữ trang web dưới dạng một hoạt động đơn lẻ.